# علي أباد قشلاق
علي أباد قشلاق هي قرية في مقاطعة ملكان، إيران. عدد سكان هذه القرية هو 981 في سنة 2006.